# Кэрол (жанр)
Кэ́рол (англ. carol) — английская паралитургическая рождественская песня. Жанр кэрол был распространён в Англии в XII—XVI веках.

## История и характеристика
Наиболее вероятный прототип английской кэрол — средневековая французская песня «карола» (фр. carole от лат. choraula). Кэрол исполнялись в 1150—1350 годах как танцевальные песни, переходящие в песни праздничных процессий, тогда как другие сочинялись для мистерий (например, Coventry Carol, написанная до 1534 года). Этот жанр под названием «дукция», возможно, описывал в XIII веке Иоанн де Грокейо. Древнейшие кэрол с музыкальной нотацией (всего около 130 песен) дошли до нас с XV века; изданы Дж. Стивенсом в серии Musica Britannica (тома 4 и 36). Они представляют собой многоголосные композиции на латинские и английские тексты, без каких-либо признаков танцевальности (например, «I pray you all» Джона Данстейбла). Такие старинные кэрол исполнялись, вероятно, во время культовых процессий.
Традиционно кэрол исполнялись католическим духовенством на латинском языке, но после Реформации песни «ушли в народ». Со второй половины XVII века словом «кэрол» стали называть анонимные («народные») баллады на рождественские темы, написанные в строфической форме. В XVII — начале XIX веков такие кэрол исполнялись сельскими хорами на Рождество и были похожи на (англиканские метризованные) псалмы и гимны, которые община пела в другое время года, на другие праздники.
Композиторы вроде Уильяма Бёрда сочиняли мотеты на тему Рождества и относили их к кэрол, а люди подхватывали и исполняли их. Многие известные кэрол были придуманы в этот период и получили распространение в XIX веке.
В XX веке на волне возрождения старинного английского фольклора появились многие кэрол современных композиторов. Большой вклад (в том числе и как музыковед-фольклорист) в возрождение кэрол внёс Ральф Воан-Уильямс, автор хоровой «Фантазии на рождественские песни» («Fantasia on Christmas Carols», 1912), «Прелюдии на мелодию старинной рождественской песни» для оркестра («Prelude on an Old Carol Tune», 1953), многочисленных хоровых обработок «аутентичных» кэрол; также Воан-Уильямс — соредактор известной оксфордской антологии кэрол (см. в разделе Издания). Всемирную известность получил цикл «Рождественские песни» («Ceremony of carols», 1942) для хора мальчиков и арфы (или фортепиано) Б. Бриттена. Сам жанр в это время стали понимать (без специальных уточнений) очень расширительно, как аналог французского ноэля и немецкой рождественской песни (нем. Weihnachtslied).

## Сборники кэрол (издания)
- Christmas carols new and old. Ed. by J.Stainer. London; New York, 1895;
- The Oxford book of carols. Ed. by P.Dearmer, R.Waughan Williams, M.Shaw. 32nd ed. London, 1983;
- The new Oxford book of carols. Ed. by H.Keyte, A.Parrott. London, 1998.